# Despojo
Se llama despojo a todo lo que el soldado toma al enemigo ya sean víveres, municiones, ropas, alhajas, armas, caballos, etc.
Entre los griegos repartían todos los despojos en el ejército que había conseguido la victoria, mientras que entre los romanos era la república la que sacaba el mejor provecho. Entre los romanos se llamaron despojos óptimos a los del general enemigo que había muerto por la propia mano del cónsul o jefe superior que mandaba el ejército. Sus despojos se exponían a la expectación pública en el templo de Júpiter Feretrio. Este caso fue muy raro y no acaeció más que tres veces durante todo el tiempo que Roma fue gobernada por la república.